# 12593 Shashlov
A 12593 Shashlov (ideiglenes jelöléssel 1999 RQ136) a Naprendszer kisbolygóövében található aszteroida. A LINEAR projekt keretében fedezték fel 1999. szeptember 9-én.